# Montes (Uruguay)

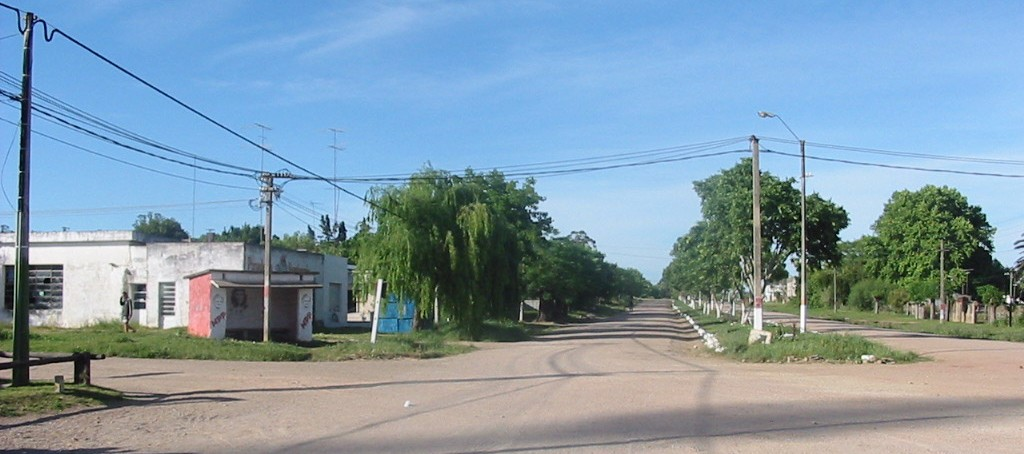
Avenida principal de Montes.

Montes es una localidad uruguaya del departamento de Canelones. Es además sede del municipio homónimo y forma parte de la novena sección judicial de su departamento. Fue elevado a la categoría de Pueblo el 5 de noviembre de 1952.

## Geografía
La localidad se ubica al noreste del departamento de Canelones, próximo a las costas del arroyo Solís Grande, límite con el departamento de Lavalleja y sobre la ruta 81. Dista 100 km de Montevideo, 6.5 km de Migues y 35 km de Minas.

## Historia
Las tierras en las que hoy se encuentra enclavado Montes, tuvieron previo a su fundación varios dueños. Hasta el año 1752, las tierras entre los arroyos Solís Chico y Solís Grande estaban bajo la jurisdicción de la Corona Española. Estas tierras fueron rematadas en Madrid en ese año y adquiridas por el capitán José Villanueva Pico, siendo heredadas en 1786 por Josefa Villanueva Pico, quien a su vez en 1809 las legó al presbítero Antonio Garriz de Navarra. Sin embargo en 1816 fueron confiscadas y repartidas según el Reglamento de Tierras impulsado por la revolución artiguista. Años más tarde en 1829, Garriz de Navarra recuperó estas tierras y en 1835 fueron vendidas a José María Montes, que a su vez las vendió a su hermano Francisco Montes. Por último Blas Montes las heredó de su padre Francisco.
Para ese entonces Blas Montes era propietario de una extensa estancia, cuyo único medio de transporte que lo unía a la ciudad era el antiguo Camino a Minas que era transitado por una diligencia. Hasta que en 1885 llegó a los campos de Blas Montes el tendido de la línea férrea que se extendía hasta el arroyo Solís Grande y que unía Montevideo con Minas. Para ese tiempo se comenzaba con la construcción del puente sobre el anterior arroyo. Debido a esto, se formó en las cercanías un asentamiento de viviendas de los trabajadores, el cual permaneció por un par de años. El 13 de septiembre de 1885 llegó el primer tren a la zona y desde entonces Montes fue terminal del recorrido, hasta que en 1889 quedó finalizada e inaugurada la línea completa entre Montevideo y Minas. Blas Montes vendió un predio junto a la vía férrea a los hermanos Luis y Pompeyo Citterio, quienes lo fraccionaron con la finalidad de fundar allí un pueblo con el nombre de San Luis, tomado de la cañada adyacente. En 1890, fue vendido el primer terreno al matrimonio Hernández-Rosas. Por ese mismo tiempo el propio Blas Montes donó el terreno para la estación de trenes, la cual fue denominada Estación Montes, y desplazando al proyectado nombre de San Luis para el pueblo.
En 1890 los campos de Blas Montes fueron heredados por María Cecilia Crosta, quien fraccionó una parte de los mismos en chacras y huertos y los arrendo. En 1893 se inauguró oficialmente la Estación Montes. En 1899 se instaló en la localidad un molino harinero ya que existía en esa época en la zona una importante producción de trigo. Este molino se mantuvo como la principal industria local hasta 1939, año en que dejó de funcionar. A pesar de esto la producción de trigo se continuó acopiando en la localidad, para ser enviada en ferrocarril hacia Montevideo, lo que permitió la continuidad de esta actividad.
En 1929 María Crosta fraccionó un terreno de 61 hectáreas junto al camino nacional en 406 solares de los que en 1930 fueron rematados 100. El ingeniero Donato Gaminara fue el encargado del diseño del plano de la localidad. En esos años la localidad ya contaba con una escuela pública inaugurada en 1920 y un colegio católico fundado en 1916.
En 1939 cerró de forma definitiva el molino local y en ese mismo año la empresa Remolacheras Azucareras del Uruguay Sociedad Anónima (RAUSA) adquirió los campos de la sucesión de María Cecilia Crosta, con el objetivo de instalar allí su ingenio azucarero Nº 2. Tal obra fue realizada entre 1942 y 1944, lo que atrajo a miles de trabajadores a la localidad, incluyendo europeos que en ese momento escapaban de la guerra. Tan numeroso fue el arribo de nuevos pobladores que la firma Financiera Agraria S.A. compró a Guillermo Crosta un predio ubicado al otro lado de la vía férrea y lo fracciono en solares, creando la zona que actualmente es conocida como Barrio Nuevo.
Durante casi 45 años el ingenio de RAUSA fue el pilar de la economía local y de su zona adyacente. Esto permitió también el desarrollo no solo de la industria azucarera, sino también de la ganadería tanto bovina como porcina, de la lechería, semillería y forestación, entre otros rubros. Para 1980 Montes fue nombrado como Capital Agroindustrial del Departamento de Canelones. Sin embargo en el año 1988 el ingenio dejó de funcionar debido a embargos por deudas. A pesar de esto y a tu que RAUSA se había diversificado, su matadero fue ascendido a frigorífico en 1987 y la firma cambió a Imporcar S.A., lo que impulsó sus exportaciones. Luego de siete años de actividad el frigorífico quebró y dos años más tarde, en 1996, quedó bajo el control de Presil S.A., filial uruguaya del grupo chileno Ganasur. Dicho frigorífico se dedicó principalmente a la exportación de cortes vacunos y ovinos sobre todo al mercado chileno e israelí. En abril de 2001 ingresó al país la fiebre aftosa, lo que provocó una importante crisis en el sector cárnico que llevó al cierre del frigorífico, dejando a la localidad sin su principal fuente de empleo.

## Población
Según datos del INE del año 2023, Montes contaba con 1 893 habitantes.
| 1 841         | 2 236 | 2 156 | 1 973 | 1 713 | 1 760 | 1 893 |
| (Fuente: INE) |       |       |       |       |       |       |

## Economía
Hasta 1988 funcionó en la localidad el ingenio azucarero RAUSA (Remolacheras y Azucareras del Uruguay Sociedad Anónima), donde se procesaba la remolacha azucarera cultivada en zonas rurales de Canelones y otros departamentos cercanos. Esta industria dinamizó durante décadas la economía regional y su cierre provocó enormes perjuicios: desempleo, vaciamiento de zonas rurales, emigración a Montevideo y a otras ciudades, etc. 
Otros episodios como el cierre en 2001 del frigorífico Montes (Presil SA), el anterior cierre del frigorífico creado por RAUSA en los años 1980 y la supresión del servicio de pasajeros en la red ferroviaria uruguaya en 1987 fueron determinando la decadencia económica y despoblamiento de la zona.
Actualmente funciona en el antiguo predio del frigorífico RAUSA una fábrica de chacinados (Sindon S.A., dueña de la marca «Doña Coca») y todavía subsisten pequeños productores rurales. Esta empresa es la principal fuente laboral de sus pobladores, junto con el matadero Solís Meat (Ersinal SA) ubicado sobre la ruta 8, cerca de Solís de Mataojo, Lavalleja.